# مانونگال ایر سرویس

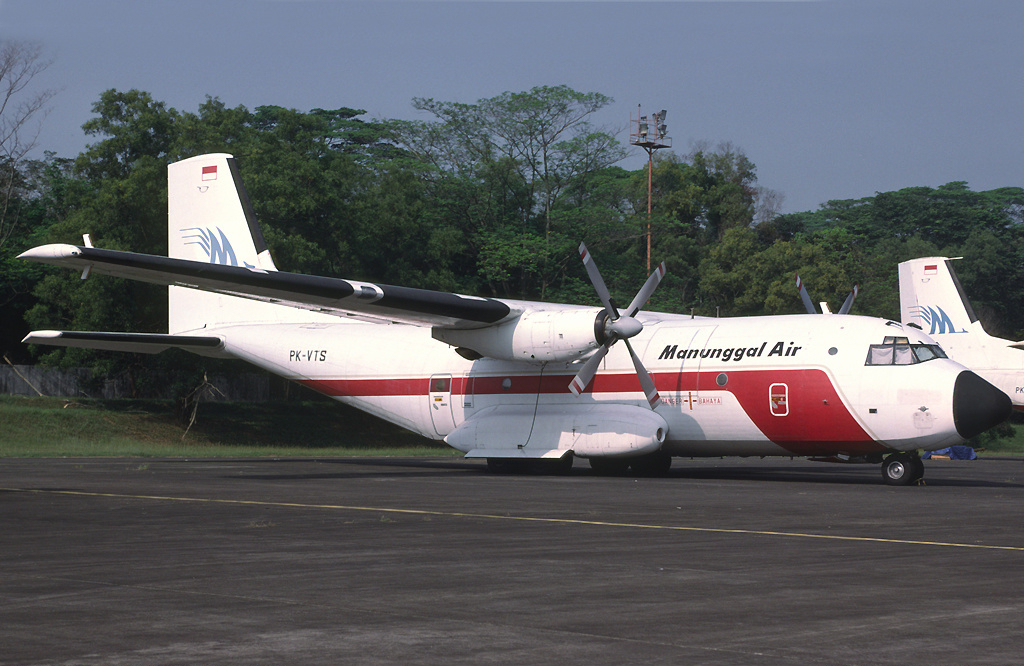
نمایی از یک هواپیمای ترانسال سی-۱۶۰ متعلق به شرکت ِ مانونگال ایر سرویس در فرودگاه حلیم پرداناکوسوما - ۲۰۰۲

مانونگال ایر سرویس (به انگلیسی: Manunggal Air Service) یک شرکت هواپیمایی است که در تاریخ ۱۹۹۷ میلادی تأسیس شده است. دفتر مرکزی مانونگال ایر سرویس در جاکارتا، اندونزی واقع شده‌است و قطب این شرکت هواپیمایی در فرودگاه هالیم پرداناکوسوما قرار دارد و به ۸ مقصد، پرواز مستقیم انجام می‌دهد.